# Homer auf Irrwegen
Homer auf Irrwegen ist eine Episode der Zeichentrickserie Die Simpsons aus dem Jahr 2003, die als beste Zeichentricksendung des Jahres mit dem Emmy ausgezeichnet wurde. Die Folge mit dem Originaltitel Three Gays of the Condo ist die 17. Episode der 14. Staffel und damit die insgesamt 308. Episode der Simpsons.

## Handlung
Die Familie Simpson wagt sich gemeinsam an ein Riesen-Puzzle. Doch als sie sich über die Fertigstellung freuen, fällt ihrem Nachbarn Ned Flanders auf, dass ein Teil fehlt. Bei der Suche danach entdeckt Homer Marges Andenkentruhe und erfährt, dass Marge nach einem Abend bei Moe, als Homer sich zu sehr betrunken hatte, an Trennung dachte. Gleichzeitig erfährt er, dass sie nur kurze Zeit später erfahren hatte, dass sie schwanger ist. Homer befürchtet, dass Marge ihn nur geheiratet hat, weil sie bereits ein gemeinsames Kind, Bart, erwarteten.
Er konfrontiert seine Frau mit den Vorwürfen, aber sie antwortet nur ausweichend. Homer ist verzweifelt und zieht zu Milhouses Vater Kirk van Houten, bis er ein Appartement in der Zeitung entdeckt. Dieses liegt, ohne dass Homer es bemerkt, in einem Schwulen-Viertel. Seine homosexuellen Mitbewohner Grady und Julio bringen Homer dazu, sich zu pflegen und kultiviert auszudrücken. Marge bemerkt die Veränderungen, kann ihm die Vorwürfe aber nicht verzeihen.
Schließlich überwindet sich Marge und engagiert Weird Al Yankovic, der gemeinsam mit seiner Band ein Lied für Homer spielt. Marge lädt ihren Gatten zu einem Versöhnungstreffen ein, doch als Homer zu spät kommt, verlässt sie ihn scheinbar endgültig. Wieder in seinem Appartement, wird Homer von seinem Mitbewohner Grady geküsst und flieht erschrocken. Bei Moe trinkt er daraufhin wieder so viel, dass er ins Krankenhaus eingeliefert wird.
Dr. Hibbert zeigt ihm per Video, das er aufgenommen hatte, um eine diebische Krankenschwester zu überführen, wie liebevoll sich Marge bei der damaligen Alkoholvergiftung um ihn gekümmert hat. Daraufhin versöhnen sich die beiden schließlich wieder und versprechen sich ewige Treue.

## Anspielungen
Der Original-Titel der Episode Three Gays of the Condo verweist auf den Film Die drei Tage des Condor (Three Days of the Condor). Im Gegensatz zu anderen Simpsons-Folgen wie Vergiss-Marge-Nicht, die nicht nur den Titel, sondern auch die Handlung eines Spielfilms adaptieren, baut die Handlung dieser Episode nicht auf dem Film auf.
Außerdem taucht ein Bowling-Hemd in Homers Schrank wieder auf, das in der ebenfalls Emmy-prämierten Folge Homer und gewisse Ängste von einem Homosexuellen getragen wird.
Der Song, den Weird Al Yankovic für Homer und Marge singt, ist eine Parodie auf Jack and Diane von John Mellencamp. Yankovic wollte diesen Song bereits vorher covern, bekam hierfür jedoch keine Erlaubnis von Mellencamp.

## Gastsprecher
Musiker Weird Al Yankovic tritt als Gaststar auf und synchronisiert sich in der US-Version entsprechend selbst. Der offen homosexuelle Schauspieler Scott Thompson sprach die Rolle des schwulen Grady, der Homer in seine Wohnung aufnahm.

## Rezeption

### Einschaltquoten
Die Deutschlandpremiere der Episode Homer auf Irrwegen am 24. April 2004 verfolgten auf ProSieben 820.000 Zuschauer. Damit lag der Wert relativ weit unter dem Staffel-Durchschnitt von 1,01 Millionen Zuschauern.

### Auszeichnungen
Bei der Primetime-Emmy-Verleihung 2003 setzte sich die Simpsons-Folge Three Gays of the Condo in der Kategorie Beste Zeichentricksendung (kürzer als eine Stunde) gegen die weiteren nominierten Episoden der Serien As Told By Ginger (And She Was Gone), Kim Possible (Crush), Futurama (Gebell aus der Steinzeit) und SpongeBob Schwammkopf (New Student Starfish/Clams) durch.